# Jüdische Gemeinde Mergentheim
Die Jüdische Gemeinde in  Mergentheim (später Bad Mergentheim) im Main-Tauber-Kreis in Baden-Württemberg, entstand bereits im Mittelalter. Die Gemeinde wurde durch die Judenverfolgungen 1298, 1336 und 1349 mehrfach vernichtet und wieder neu gegründet. Sie existierte bis zur Zeit des Nationalsozialismus.

## Geschichte

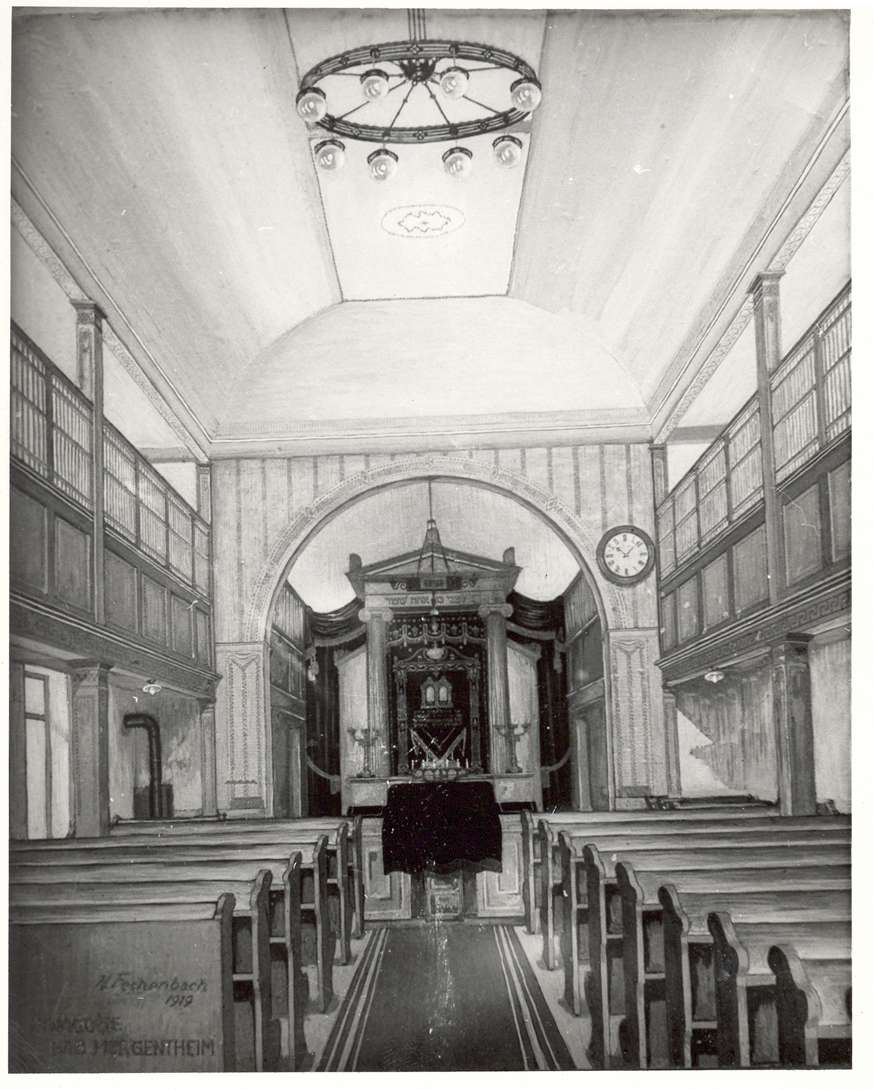
Innenansicht der Synagoge in Bad Mergentheim, Zeichnung von Hermann Fechenbach (1919), beim Landesarchiv Baden-Württemberg

### Historische Entwicklung der jüdischen Gemeinde
Juden gab es in Mergentheim seit dem Mittelalter. Sie wurden vom Deutschen Orden zugelassen, auch um dessen wirtschaftlichen Interessen zu dienen. Mit ca. 5 % in der ersten Hälfte des 20. Jahrhunderts lag ihr Bevölkerungsanteil weit über dem Durchschnitt des Deutschen Reiches (knapp 1 %).
Die jüdische Gemeinde Mergentheim besaß die Synagoge Mergentheim, eine Schule und ein rituelles Bad. Die Toten der Gemeinde wurden auf dem jüdischen Friedhof Unterbalbach bestattet. Ein eigener Religionslehrer war angestellt, der zugleich als Vorbeter und Schochet tätig war.
Die Geschichte der jüdischen Gemeinde Mergentheim bis zur Zerstörung durch den Nationalsozialismus (Vertreibung und Ermordung) wird in dem Buch Die letzten Mergentheimer Juden von Hermann Fechenbach (1897–1986) geschildert, einem nach England emigrierten Maler. Das Gebäude der 1764 erbauten Mergentheimer Synagoge existierte bis 1975.
Seit dem 18. Jahrhundert war Mergentheim Sitz eines Rabbiners. 1832 wurde die jüdische Gemeinde Neunkirchen mit der Mergentheimer vereinigt und die Gemeindeglieder beider Gemeinden beschlossen, die Mergentheimer Synagoge baulich wesentlich zu erweitern und zu verschönern. Von 1832 bis 1939 bestand in Mergentheim eines der württembergischen Bezirksrabbinate.

### Opfer des Holocaust
Von den jüdischen Personen, die in Bad Mergentheim geboren wurden oder längere Zeit im Ort wohnten, kamen in der Zeit des Nationalsozialismus die folgenden Personen beim Holocaust nachweislich ums Leben: Adolfine Adler (1894), Rosa Adler (1880), Karoline Bier geb. Hirsch (1898), Hanna Blumenfeld (1924), Rosa Blumenfeld geb. Fechenbach (1897), Getta Eckmann geb. Lehmann (1882), Josef Julius Eckmann (1888), Karoline (Lina) Eckmann geb. Fröhlich (1881), Ludwig Eckmann (1923), Hanna Ehrlich (1871), Jette Ehrlich (1867), Rosa Eldod geb. Fröhlich (1908), Bettina Falk (1889), Emilie Falk (1895), Adolf Fechenbach (1887), Felix Fechenbach (1894), Ludwig Fechenbach (1912), Rosa Fechenbach (1910), Regina Fisch geb. Main (1872), Salomon Frank (1936), Amalie Friedberger (1868), Anna Fröhlich geb. Oppenheimer (1863), Berta Fröhlich geb. Neuhaus (1873), Gita Fröhlich (1893 oder 1905), Emanuel Furchheimer (1862), Fanny Furchheimer geb. Luck (1861), Irma Gersmann geb. Fechenbach (1899), Sara Gerstner (1878), Blanka Hartstein geb. Rosenstiel (1879), Rosa Heimann geb. Rosenfeld (1880), Arthur Herold (1907), Getta Herold geb. Lauchheimer (1883), Heinz Herold (1916), Josef Herold (1878), Hermann Hirsch (1868), Samuel Abraham Hirsch (1890), Fanny Igersheimer geb. Singer (1889), Sigmund Igersheimer (1880), Frieda Jaffé geb. Igersheimer (1873), Claire Jonas geb. Maier (1888), Jakob Jonas (1895), Ludwig Jonas (1883), Benno Kahn (1880), Therese Kahn geb. Flegenheimer (1887), Minna Katz geb. Ebert (1862), Meta Kaufmann geb. Oppenheimer (1903), Edmund Joachim Klein (1893), Gertrud Klein geb. Hony (1909), Hedwig Klein geb. Hirsch (1901), Rosa Ledermann geb. Katzenberger (1877), Cilly Lüneburger geb. Strauß (1882), Nathan (Nusen) Markowitz (Markievicz, 1872), Gitel Markowitz geb. Engel (1879), Meta Mayer geb. Adler (1887), Jenny Mildenberg geb. Loeb (1887), Bettina Mohrenwitz geb. Höchheimer (1877), Betty Offenbacher geb. Hirsch (1860), David Oppenheimer (1889), Henriette (Jette) Pessel geb. Hommel (1866), Marianna van Praag geb. Kahn (1911), Bertha Reutlinger geb. Strauss (1885), Gertrud Rosenheimer geb. Strauss (1912), Irma Rosenstiel geb. Oppenheimer (1896), Minna Rosenstiel geb. Sulzbacher (1873), Käthe Rothschild (1926), Sara Rothschild (1889), Klara Sänger (1880), Dora Schell geb. Sandler (1873), Samuel Schell (1871), Fanny Steinberg (1906), Meta Stern geb. Gunzenhausen (1878), Friederike Sally Strauß (1880), Heinrich Strauß (1869), Julius Strauß (1873), Karoline Strauß (1871), Recha Strauß geb. Hommel (1877), Sara Strauss geb. Berg (1880), Hedwig Süßheim geb. Strauß (1881), Julie Jette Sulzbacher (1868), Flora Weil geb. Fröhlich (1901), Sofia Weinberg geb. Fröhlich (1900), Jeanette Weissburger geb. Weisburger (1876), Leopold Weissburger (1880), Regina Westheimer (1875), Bruno Würzburger (1930), Ferdinand Würzburger (1874), Ida Würzburger geb. Sommer (1889), Lina Würzburger (1889), Milly Würzburger geb. Strauss (1906), Rosa Würzburger (1872), Selma Würzburger (1921) und Rachela Zucker geb. Puder (1876).